# Єлмачі
Єлмачі́ (рос. Елмачи, чув. Йăлмачча) — присілок у складі Канаського району Чувашії, Росія. Входить до складу Ачакасинського сільського поселення.
Населення — 372 особи (2010; 416 у 2002).
Національний склад:
- чуваші — 100 %